# 小行星11790
小行星11790（11790 Goode）是一颗绕太阳运转的小行星，为主小行星带小行星。该小行星于1978年9月1日发现。

## 轨道参数
小行星11790的轨道半长轴为2.5658802 UA，离心率为0.255。